# Christian Nodal

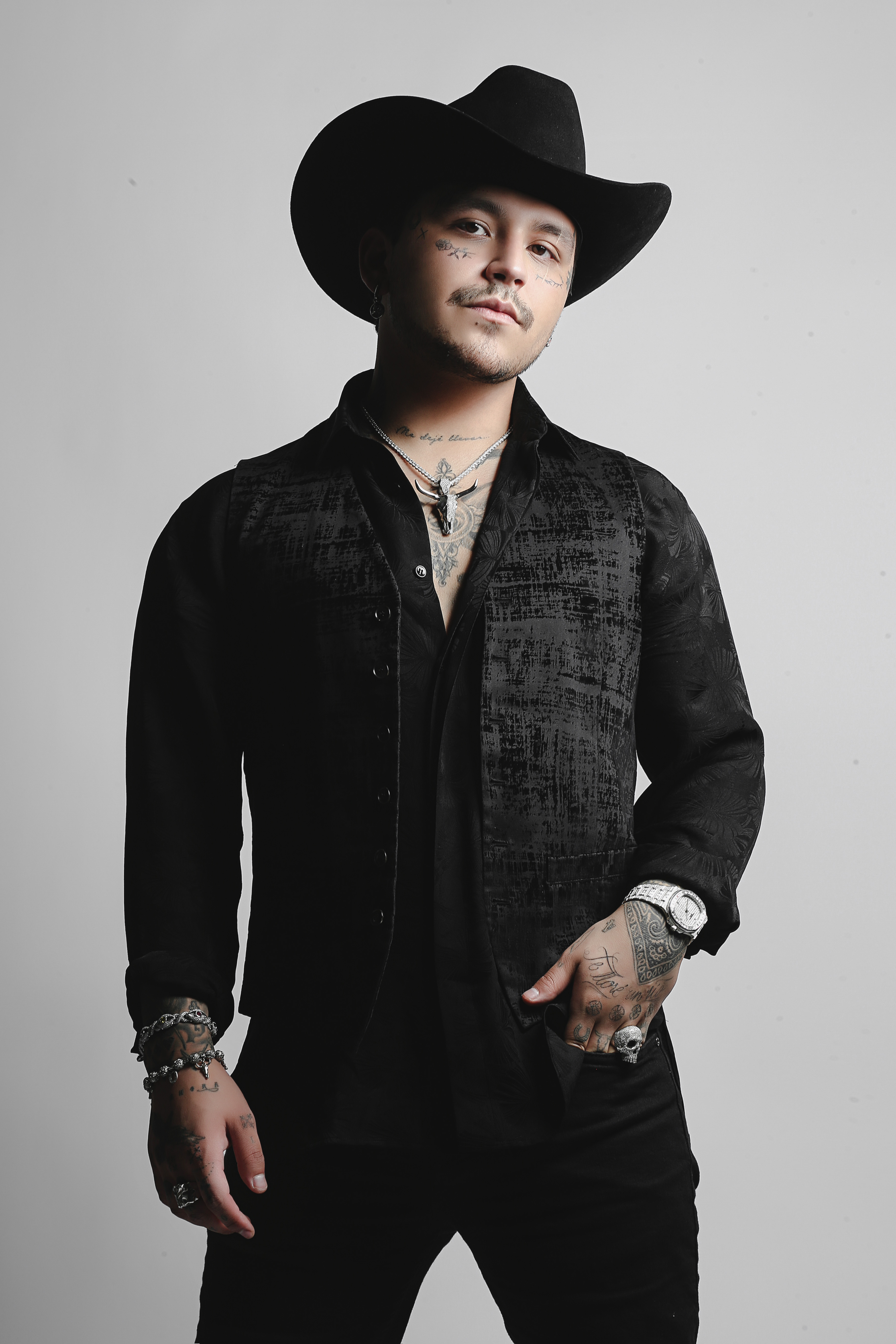
Christian Nodal (2022)

Christian Jesús González Nodal (* 11. Januar 1999 in Caborca, Sonora) ist ein mexikanischer Sänger und Songwriter.

## Leben
Christian Nodal besuchte Schulen in Muñoz Campus Caborca in Mazatlán (Sinaloa), dann in Ensenada (Baja California), wo er die High School besuchte.
Seine erste Single, Adiós amor, die 2016 unter dem Plattenlabel Fonovisa veröffentlicht wurde, hatte auf YouTube mehr als 910 Millionen Aufrufe und machte ihn in Mexiko und den USA bekannt. 2019 veröffentlichte er erfolgreich sein zweites Album, NOW. Nodal arbeitete mit Juanes, Sebastián Yatra und Maluma zusammen.

## Diskografie (Auswahl)

### Alben
| Jahr | Titel Musiklabel                          | Höchstplatzierung, Gesamtwochen, AuszeichnungChartplatzierungen (Jahr, Titel, Musiklabel, Platzierungen, Wochen, Auszeichnungen, Anmerkungen) | Höchstplatzierung, Gesamtwochen, AuszeichnungChartplatzierungen (Jahr, Titel, Musiklabel, Platzierungen, Wochen, Auszeichnungen, Anmerkungen) | Höchstplatzierung, Gesamtwochen, AuszeichnungChartplatzierungen (Jahr, Titel, Musiklabel, Platzierungen, Wochen, Auszeichnungen, Anmerkungen) | Anmerkungen                              |
| Jahr | Titel Musiklabel                          | US | Latin | MX | Anmerkungen                              |
| ---- | ----------------------------------------- | --- | --- | --- | ---------------------------------------- |
| 2017 | Me dejé llevar Fonovisa (UMG)             | US69 (1 Wo.)US | Latin2 ×3Dreifachplatin · (279 Wo.)Latin | MX5 ×5Fünffachgold · (16 Wo.)MX | Erstveröffentlichung: 25. August 2017    |
| 2019 | Ahora Fonovisa (UMG)                      | — | Latin7 Platin · (95 Wo.)Latin | MX19 (43 Wo.)MX | Erstveröffentlichung: 10. Mai 2019       |
| 2020 | Ayayay! Fonovisa (UMG)                    | — | Latin8 Gold · (58 Wo.)Latin | MX— GoldMX | Erstveröffentlichung: 29. Mai 2020 EP    |
| 2022 | Forajido EP1 Christian Nodel (SME)        | — | Latin28 Platin · (10 Wo.)Latin | — | Erstveröffentlichung: 27. Mai 2022 EP    |
| 2023 | Forajido EP2 Christian Nodel (SME)        | — | Latin42 Platin · (2 Wo.)Latin | — | Erstveröffentlichung: 25. Mai 2023 EP    |
| 2023 | Forajido Christian Nodel (SME)            | — | — | MX— ×5FünffachplatinMX | Erstveröffentlichung: 23. Oktober 2023   |
| 2023 | La Voz de Mexico Lo Mejor! Fonovisa (UMG) | — | Latin17 (5 Wo.)Latin | — | Erstveröffentlichung: 24. November 2023  |
| 2024 | Pa’l Cora EP.01 Christian Nodel (SME)     | — | Latin— GoldLatin | — | Erstveröffentlichung: 29. August 2024 EP |
| 2025 | ¿Quién + Como Yo? Christian Nodel (SME)   | — | Latin37 (1 Wo.)Latin | — | Erstveröffentlichung: 23. Mai 2025       |

Weitere Alben
- 2018: Lo Mas Nuevo (EP)

### Singles
| Jahr | Titel Album                                             | Höchstplatzierung, Gesamtwochen, AuszeichnungChartplatzierungen (Jahr, Titel, Album, Platzierungen, Wochen, Auszeichnungen, Anmerkungen) | Höchstplatzierung, Gesamtwochen, AuszeichnungChartplatzierungen (Jahr, Titel, Album, Platzierungen, Wochen, Auszeichnungen, Anmerkungen) | Höchstplatzierung, Gesamtwochen, AuszeichnungChartplatzierungen (Jahr, Titel, Album, Platzierungen, Wochen, Auszeichnungen, Anmerkungen) | Anmerkungen                                                                   |
| Jahr | Titel Album                                             | US | Latin | MX | Anmerkungen                                                                   |
| --- | ------------------------------------------------------- | --- | --- | --- | ----------------------------------------------------------------------------- |
| 2017 | Adios Amor Me dejé llevar                               | — | Latin4 ×2Doppeldiamant + Platin · (34 Wo.)Latin                                                                                          | MX— Diamant + GoldMX | Erstveröffentlichung: 13. Januar 2017                                         |
| 2017 | Te fallé Me dejé llevar                                 | — | Latin24 ×2Doppelplatin · (16 Wo.)Latin                                                                                                   | MX— GoldMX | Erstveröffentlichung: 30. Juni 2017                                           |
| 2017 | Probablemente Me dejé llevar                            | — | Latin15 ×5Fünffachplatin · (22 Wo.)Latin                                                                                                 | MX— ×3DreifachgoldMX | Erstveröffentlichung: 7. Juli 2017 feat. David Bisbal                         |
| 2017 | Yo no se manana Me dejé llevar                          | — | Latin— GoldLatin | — | Erstveröffentlichung: 14. Juli 2017                                           |
| 2017 | Me dejé llevar                                          | — | Latin28 Platin · (20 Wo.)Latin | MX— GoldMX | Erstveröffentlichung: 28. Juli 2017                                           |
| 2018 | No Te Contaron Mal Ahora                                | — | Latin10 ×8Achtfachplatin · (26 Wo.)Latin                                                                                                 | MX— Diamant + GoldMX | Erstveröffentlichung: 7. September 2018                                       |
| 2019 | Nada Nuevo Ahora                                        | — | Latin19 Platin · (16 Wo.)Latin | — | Erstveröffentlichung: 15. Februar 2019                                        |
| 2019 | De Los Besos Que Te Di Ahora                            | — | Latin12 Gold · (26 Wo.)Latin | — | Erstveröffentlichung: 15. April 2019                                          |
| 2019 | Pa’ Olvidarme De Ella El amor en los tiempos del perreo | — | Latin— ×9NeunfachplatinLatin | — | Erstveröffentlichung: 6. September 2019 Piso 21 feat. Christian Nodal         |
| 2020 | Se me olvidó Ayayay!                                    | — | Latin16 ×2Doppelplatin · (20 Wo.)Latin                                                                                                   | MX— ×7SiebenfachgoldMX | Erstveröffentlichung: 6. März 2020                                            |
| 2020 | Aqui Abajo Ayayay! (Deluxe)                             | — | Latin14 (20 Wo.)Latin | — | Erstveröffentlichung: 10. Juli 2020                                           |
| 2020 | Dime Como Quieres Ayayay! (Súper Deluxe)                | — | Latin8 ×7Siebenfachplatin · (20 Wo.)Latin                                                                                                | MX— DiamantMX | Erstveröffentlichung: 12. November 2020 mit Ángela Aguilar                    |
| 2020 | Poco Lo Más Romántico de                                | — | — | MX— ×5FünffachgoldMX | Erstveröffentlichung: 25. November 2020 mit Reik                              |
| 2021 | Duele Hecho en México (Edicion Especial)                | — | Latin25 (10 Wo.)Latin | — | Erstveröffentlichung: 12. Februar 2021 mit Alejandro Fernández                |
| 2021 | 2 Veces Recordando A Una Leyenda                        | — | Latin23 (17 Wo.)Latin | — | Erstveröffentlichung: 5. März 2021 mit Los Plebes del Rancho de Ariel Camacho |
| 2021 | Botella Tras Botella –                                  | US60 (4 Wo.)US | Latin3 ×4Diamant + Vierfachplatin · (26 Wo.)Latin                                                                                        | MX— ×3Diamant + DreifachgoldMX | Erstveröffentlichung: 23. April 2021 mit Gera MX                              |
| 2021 | La Sinvergüenza Forajido EP1                            | — | Latin20 ×4Vierfachplatin · (20 Wo.)Latin                                                                                                 | MX— Diamant + GoldMX | Erstveröffentlichung: 24. September 2021 mit Banda MS                         |
| 2022 | Te Marqué Pedo (Remix) –                                | — | Latin— GoldLatin | MX— GoldMX | Erstveröffentlichung: 5. Februar 2022 mit Alex Luna & Daaz                    |
| 2022 | Ya No Somos Ni Seremos Forajido EP1                     | — | Latin8 ×7Siebenfachplatin · (20 Wo.)Latin                                                                                                | MX— ×2Doppeldiamant + PlatinMX | Erstveröffentlichung: 18. Februar 2022                                        |
| 2022 | Te Lloré Un Río Noches de cantina                       | — | Latin47 Platin · (2 Wo.)Latin | MX— ×2DoppelplatinMX | Erstveröffentlichung: 24. Februar 2022 Maná feat. Christian Nodal             |
| 2022 | Vivo En El 6 Forajido EP1                               | — | Latin44 Gold · (2 Wo.)Latin | MX— GoldMX | Erstveröffentlichung: 6. Mai 2022                                             |
| 2022 | La Siguiente –                                          | — | Latin— ×3DreifachplatinLatin | MX— GoldMX | Erstveröffentlichung: 21. September 2022 mit Kany García                      |
| 2023 | Por el Resto de Tu Vida Forajido EP2                    | — | — | MX— ×2DoppelplatinMX | Erstveröffentlichung: 27. Januar 2023 feat. Tini                              |
| 2023 | Un Cumbión Dolido Forajido EP2                          | — | — | MX— PlatinMX | Erstveröffentlichung: 17. Februar 2023                                        |
| 2023 | Quédate Forajido EP2                                    | — | — | MX— GoldMX | Erstveröffentlichung: 28. April 2023                                          |
| 2024 | La Intención Pa’l Cora EP.01                            | US92 (1 Wo.)US | Latin13 ×7Siebenfachplatin · (20 Wo.)Latin                                                                                               | MX— ×3DreifachplatinMX | Erstveröffentlichung: 25. Januar 2024 feat. Peso Pluma                        |
| 2024 | Ya Pedo Quién Sabe Jugando a que no pasa nada           | — | Latin29 (15 Wo.)Latin | MX— PlatinMX | Erstveröffentlichung: 7. März 2024 Grupo Frontera feat. Christian Nodal       |
| 2024 | Kbron y Medio Pa’l Cora EP.01                           | — | Latin— GoldLatin | — | Erstveröffentlichung: 14. Juni 2024                                           |
| Folgende Lieder erschienen nicht als Single, wurden aber durch das Album zum Download und Streaming bereitgestellt und konnten somit eine Platzierung erlangen: |                                                         | | | |                                                                               |
| |                                                         | | | |                                                                               |
| 2017 | Eres Me dejé llevar                                     | — | Latin48 (1 Wo.)Latin | — |                                                                               |
| 2020 | Nace Un Borracho Ayayay! (Deluxe)                       | — | Latin46 (1 Wo.)Latin | — |                                                                               |
| 2022 | Me Extraño Formula: Vol. 3                              | — | Latin46 ×3Dreifachplatin · (1 Wo.)Latin                                                                                                  | MX— ×3DreifachgoldMX | Charteinstieg: 17. September 2022 mit Romeo Santos                            |

## Auszeichnungen für Musikverkäufe
| Goldene Schallplatte - Mexiko - 2020: für das Lied Ayayay! - 2023: für das Lied Aguardiente - 2025: für das Lied Cazzualidades - Spanien - 2024: für die Single Pa’ Olvidarme De Ella - 2024: für die Single Botella Tras Botella - 2024: für die Single Por el Resto de Tu Vida - Vereinigte Staaten - 2020: für das Lied Tequila (Latin) - 2020: für das Lied Ayayay! (Latin) - 2022: für das Lied Limón Con Sal (Latin) - 2022: für das Lied Aguardiente (Latin) - Zentralamerika - 2022: für die Single Poco | Platin-Schallplatte - Chile - 2021: für das Album Ayayay! - Kolumbien - 2020: für die Single Pa’ Olvidarme De Ella - Spanien - 2024: für das Lied La mitad - Zentralamerika - 2020: für das Album Ayayay! - 2021: für die Single Dime Como Quieres - 2025: für die Single La Intención 3× Goldene Schallplatte - Mexiko - 2024: für das Lied La mitad 2× Platin-Schallplatte - Peru - 2020: für die Single Pa’ Olvidarme De Ella - Zentralamerika - 2021: für die Single Botella Tras Botella | Diamantene Schallplatte - Kolumbien - 2020: für die Single De Los Besos Que Te Di - 2020: für die Single No Te Contaron Mal 2× Diamantene Schallplatte - Mexiko - 2024: für das Lied La mitad 3× Diamantene Schallplatte - Kolumbien - 2020: für die Single Adios Amor |

Anmerkung: Auszeichnungen in Ländern aus den Charttabellen bzw. Chartboxen sind in ebendiesen zu finden.
| Land/RegionAuszeichnungen für Musikverkäufe (Land/Region, Auszeichnungen, Verkäufe, Quellen) | Gold       | Platin         | Diamant       | Verkäufe  | Quellen             |
| -------------------------------------------------------------------------------------------- | ---------- | -------------- | ------------- | --------- | ------------------- |
| Chile (IFPI)                                                                                 | —          | Platin1        | —             | 10.000    | Einzelnachweise     |
| Kolumbien (ASINCOL)                                                                          | —          | Platin1        | 5× Diamant5   | 520.000   | Einzelnachweise     |
| Mexiko (AMPROFON)                                                                            | 20× Gold20 | 26× Platin26   | 9× Diamant9   | 8.210.000 | amprofon.com.mx     |
| Peru (UNIMPRO)                                                                               | —          | 2× Platin2     | —             | 12.000    | Einzelnachweise     |
| Spanien (Promusicae)                                                                         | 3× Gold3   | Platin1        | —             | 150.000   | elportaldemusica.es |
| Vereinigte Staaten (RIAA)                                                                    | 11× Gold11 | 71× Platin71   | 3× Diamant3   | 6.390.000 | riaa.com            |
| Zentralamerika (CFC)                                                                         | Gold1      | 5× Platin5     | —             | 325.000   | cfc-musica.com      |
| Insgesamt                                                                                    | 35× Gold35 | 107× Platin107 | 17× Diamant17 |           |                     |